# Estación de Shanghái Oeste
La estación ferroviaria de Shanghaixi (Shanghái Oeste) (en chino, 上海西站; pinyin, Shànghǎi Xī zhàn) es una estación ferroviaria en el distrito Putuo de Shanghái que en el pasado perdió su importancia como resultado de la estación ferroviaria de Shanghái más al este. Sin embargo, se ha reconstruido recientemente en 2010.

## Historia
Construida en 1907, la estación se conocía originalmente como la estación de Zhenru hasta 1989. Los destinos de los trenes que partían incluían Yantai, Zaozhuang, Hengyang, Ganzhou (montaña Jingang) y Chengdu, así como un tren directo desde Shanghái a Zhangjiajie. La estación perdió importancia ya que la mayoría de los trenes se detuvieron en la estación de trenes de Shanghái hacia el este, y la estación se cerró por obras de renovación el 1 de julio de 2006, con la apertura de la recién renovada estación de trenes Shanghái Sur.
A partir de 2010, la estación ha sido reabierta. Ahora solo sirve trenes de alta velocidad que circulan entre Shanghái y Nanjing, y algunos terminan en Suzhou, Wuxi y Changzhou. Además, se está construyendo un centro para 3 líneas de metro. Se creará una estación de intercambio para las líneas 11, 15 y 20. Actualmente, la Línea 11 está operando y sirve a la estación más cercana a la Salida 1.